# Luís de Orléans e Bragança
Luís de Orléans e Bragança (Petrópolis, 26 de janeiro de 1878 – Cannes, 26 de março de 1920), cognominado "o Príncipe Perfeito", foi o segundo filho da princesa Isabel, Princesa Imperial e do príncipe Gastão, Conde d'Eu, sendo, portanto, membro da família imperial brasileira.
Criado no Brasil durante o reinado de seu avô, o imperador D. Pedro II, o príncipe Luís foi exilado junto com sua família após a Proclamação da República de 1889. Completou seus estudos na França na École Saint-Jean de Versalhes e depois no Stanislas College.
Ele escreveu diversas obras que mais tarde publicou, relatando suas experiências de viagens, uma delas tentando retornar ao Brasil em 1907, desafiando o decreto de banimento da família imperial. Com a renúncia de seu irmão em 1908, Luís herdou a pretensão ao abolido trono brasileiro. Nessa condição, trabalhou com monarquistas no Brasil em várias tentativas de restaurar a monarquia.
Com a eclosão da Primeira Guerra Mundial, se alistou como oficial das Forças Armadas britânicas e entrou em ação em Flandres. Contraiu uma forma virulenta de reumatismo ósseo, que causou sua morte aos 42 anos.

## Infância e Juventude
Luís nasceu em 26 de Janeiro de 1878, no Palácio Isabel em Petrópolis. Era o terceiro filho, segundo menino, da princesa imperial D. Isabel, e do seu marido, o príncipe consorte Gastão. O príncipe foi batizado em 14 de março na Capela Imperial do Rio de Janeiro, e Recebeu o nome de: Luís Maria Filipe Pedro de Alcântara Gastão Miguel Gabriel Rafael Gonzaga. Teve como padrinhos o seu avô paterno, o príncipe Luís, Duque de Némours, representado pelo conselheiro de Estado e senador do Império, o Visconde de Bom Retiro, e sua tia paterna, a princesa Margarida de Orléans, representada pela Baronesa de Santana.
Assim como os demais membros da família imperial, ele pertencia ao ramo brasileiro da Casa de Bragança, sendo referido desde seu nascimento com o prefixo honorífico de "Dom". Sua mãe era a filha mais velha e herdeira presuntiva do imperador D. Pedro II, já seu pai era o filho mais velho do príncipe francês Luís, Duque de Némours e da princesa Vitória de Saxe-Coburgo-Koháry, uma prima da rainha Vitória. Seu avô materno D. Pedro II era filho do imperador e rei Pedro I do Brasil & IV de Portugal, e da aquiduquesa Maria Leopoldina da Áustria. Enquanto seu avô paterno o Duque de Némours era filho do rei Luís Filipe I de França e da princesa Maria Amélia de Nápoles e Sicília.

Muito cedo revelou interesse pelas letras que, ao se tornar adulto, faria-o dedicar-se a escrever diversas obras que mais tarde publicou relatando suas experiências de viagens: Dans les Alpes, Tour d´Afrique, Onde quatro impérios se encontram, Sob o Cruzeiro do Sul. Destacado entres os irmãos como o mais estudioso, sua educação incluía escrita, leitura, história, geografia, ciências naturais, desenho, aritmética, álgebra e linguística, em português, francês, e alemão. 

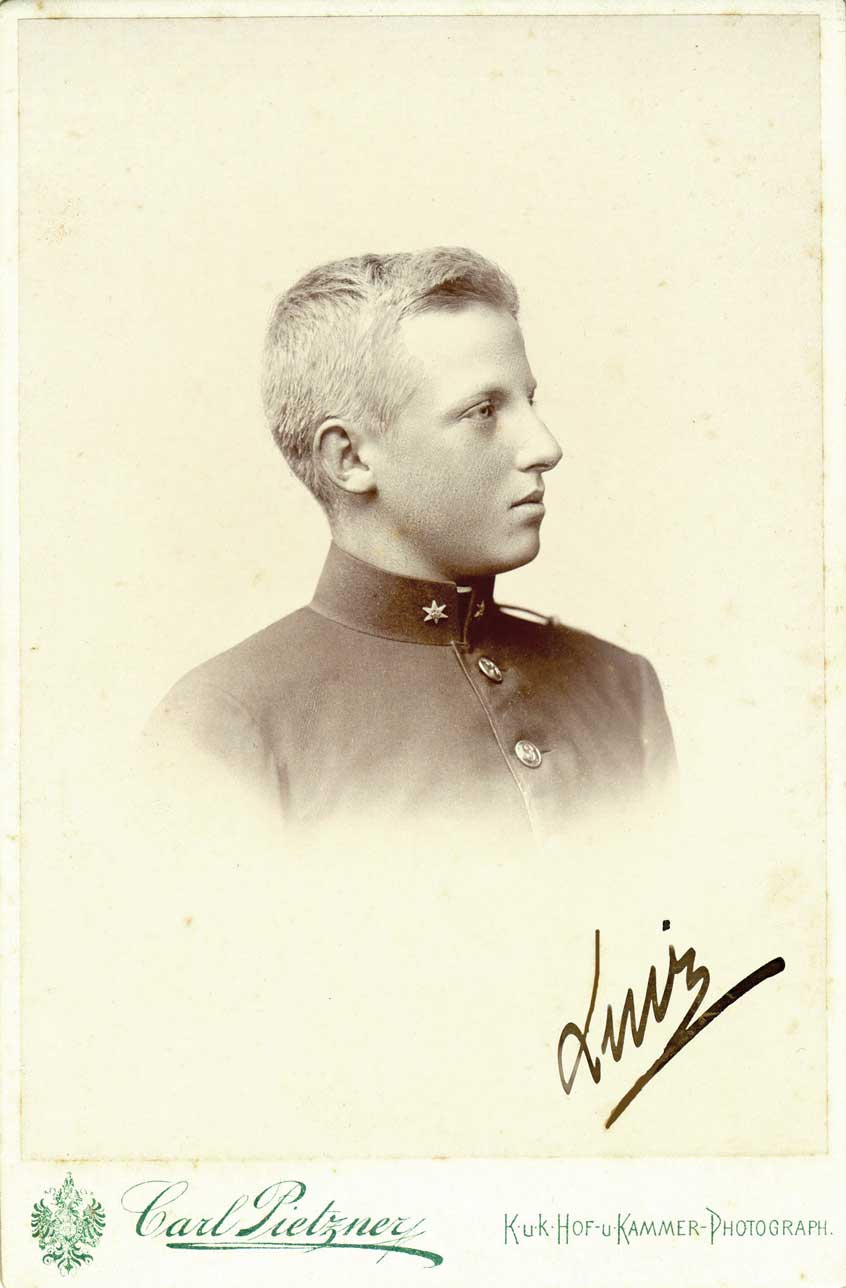
Luís em 1893.

Luís, de natureza irrequieta, a necessidade e ação que, nos anos juvenis, o impelia a esportes impulsionou-o, na maturidade, à ação política. Não sendo a toa que no auge da campanha abolicionista, ele e seus irmãos publicavam um jornal abolicionista no Palácio de Petrópolis.
Com a Proclamação da República, em 15 de novembro de 1889, a família imperial se viu numa situação financeira muito complicada, que piorou com a recusa de Dom Pedro II de cinco mil contos de ajuda de custo oferecidos pelos governo republicano. Após passarem por Portugal e Espanha, Resolveram fixar-se nos arredores de Versalhes em 1890, quando Luís tinha treze anos.

## Vida adulta
Em 1907 Luís planejou um projeto ambicioso que seria desafiar o decreto de banimento da família imperial, viajando para o Rio de Janeiro. Sua chegada tendo sido noticiada em alguns jornais, o episódio alcançou grande repercussão entre monarquistas, colocando os descendentes da família imperial no centro das atenções e muitos monarquistas vieram recebê-lo. No entanto, Luís foi impedido de desembarcar, e não lhe foi permitido pisar sua terra natal pelo governo republicano. Do navio, ele enviou um telegrama à sua mãe, dizendo: "Impedido de desembarcar pelo governo, saúdo, da baía da Guanabara, na véspera do 13 de Maio, a redentora dos cativos." Algum tempo depois, relatou as experiências dessa viagem em "Sob o Cruzeiro do Sul", publicado em 1913.

### Casamento

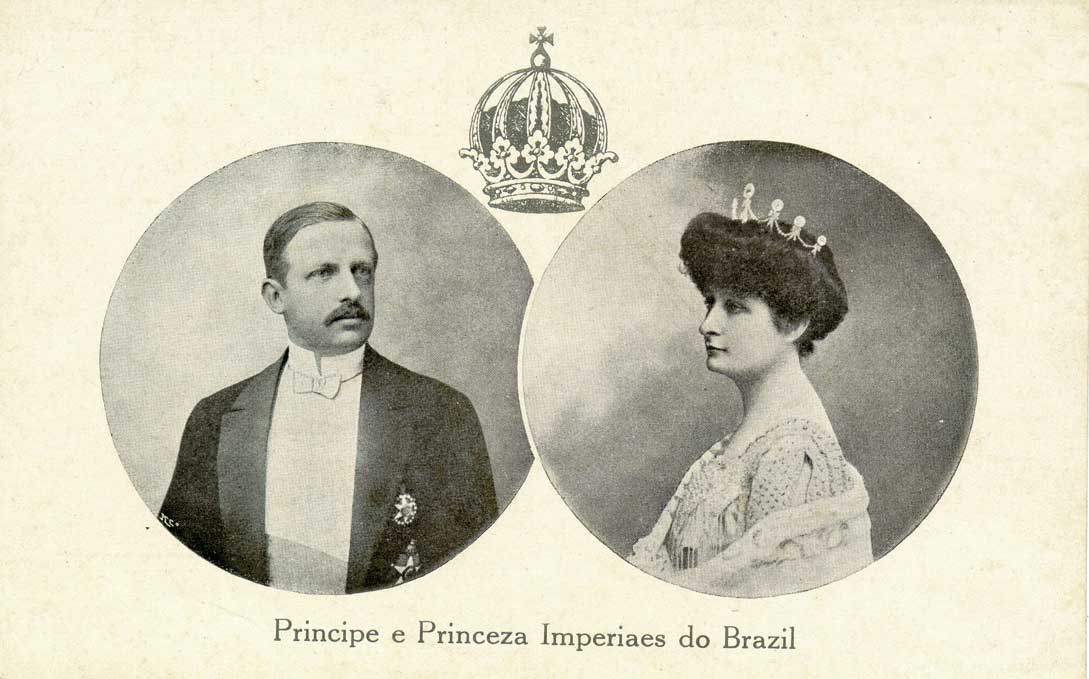
Luís e sua esposa, Maria Pia.

Depois de um longo périplo pela Argentina, Chile e Peru, Luís voltou à França, ao encontro dos pais e irmãos.
Em 1903, quanto tinha 25 anos, começou a pensar em casamento e, então, passou a visitar os parentes, entre os quais os "Caserta", como eram conhecidos os Bourbon-Sicília. A família Caserta era numerosa, o casal tinha tido doze filhos, oito meninos e quatro meninas, das quais a princesa Maria Pia era a terceira. Inteligente e bonita, com cabelos negros de azeviche e seus olhos azuis pervinca, tinha a mesma idade de Luís. Logo eles ficaram noivos. Entretanto, eles deveriam passar por uma prova de paciência. O irmão mais velho de Luís, Pedro, então herdeiro da Princesa Isabel, tinha, por sua vez, conhecido a jovem condessa Elisabeth de Dobrzenicz. Na época, as regras das casas reais eram restritivas e formais. O herdeiro de um trono só podia casar-se com uma princesa de sangue real. Sua mãe, Dona Isabel, se opôs inicialmente a esse casamento, e pediu junto ao marido, para que o filho aceitasse um espera de cinco anos de reflexão antes de tomar sua decisão.
Em 1908, após os cinco anos de reflexão, Pedro ficará ainda fiel a sua escolhida, e então, renunciou a seus direitos e sua posição como herdeiro de sua mãe em 30 de outubro, oque fez de Luís o novo herdeiro.
Nessa altura, o Conde d'Eu, pai de Luís, tenta rever seus direitos sucessórios franceses, perdidos quando de seu casamento com a Princesa Isabel em 1964. O Conde d’Eu tinha um desejo em deixar uma descendência principesca puramente francesa, e como seu filho mais velho havia renunciado, não haveria problema em que a sucessão francesa viesse a cair na Casa Imperial do Brasil. Um acordo foi firmado em 1909, e ficou conhecido como Declaração de Bruxelas, onde foi reconhecido o pertencimento dos descendestes do Conde d’Eu como membros de um ramo da Casa Real Francesa, assim como o título de Príncipes de Orleans e Bragança para sua descendência.
Luís casou-se com a princesa Maria Pia das Duas Sicílias em 4 de novembro de 1908, na Igreja de Nossa Senhora da Boa Viagem, em Cannes; e seu irmão Pedro, casou-se, em 14 de novembro, com a condessa Elisabeth de Dobrzenicz, na igreja de Versalhes, após renunciar a seus eventuais direitos ao trono do Brasil.
Do matrimônio de Luís com Maria Pia nasceram três filhos: Pedro Henrique (1909-1981); Luís Gastão (1911-1931), que faleceu jovem e sem deixar herdeiros, e Pia Maria (1913-2000), futura Condessa René de Nicolay.
A princesa Isabel não tardou a manifestar sua opinião quanto aos netos, escrevendo em 1914 uma carta dizendo: "envio-lhe uma fotografia minha com meus netos do Luís. Pedro Henrique cada vez se desenvolve mais e é criança inteligentíssima. Os avós têm um amor especial pelos queridos netinhos".

## Atuação política
Com a renúncia do irmão, e a ascensão de Luís como novo herdeiro de sua mãe, ele pôde finalmente colaborar efetivamente com o movimento monarquista brasileiro, assumindo claramente sua posição como pretendente ao trono (após sua mãe) e buscando assumir a liderança da campanha restauradora. Seu esforço para reverter todo o mal causado pela inércia da família imperial quanto à causa monárquica foi de grande valia, e em 1909 apresentou um manifesto político aos monarquistas brasileiros que tinha por objetivo retomar a campanha que estava estagnada havia anos. Seu intentou logrou sucesso, pois conseguiu reunir correligionários em diversos estados do Brasil. Algumas das cartas de Luís revelam seus planos de restauração, como a escrita para Martim Francisco de Andrada III:
[…]"quanto me custa ficar aqui, de braços cruzados, quando penso que um punhado de homens decididos bastaria para arrancar a Pátria das garras dos aventureiros que a exploram." "Ainda não sei qual será a sua atitude na questão das candidaturas. Quanto a mim, julgo ambos os candidatos 'indesejados'; mas a ter de optar, optaria pelo Rui [Barbosa], cujos partidários representam o elemento mais são e de maior prestígio no país. Parece-me mesmo que poderíamos aproveitar o momento para um acordo com os próceres desse grupo, a fim de conseguirmos um esforço comum pela restauração, logo após as eleições presidenciais. Que lhe parece?"
Atuou de 1907 até falecer prematuramente em 1920, e defendia o federalismo, o serviço militar obrigatório e uma melhoria na qualidade de vida dos operários. No primeiro caso, era a favor de uma maior descentralização e liberdade política e econômica para os estados brasileiros. No segundo, refutava o antigo costume de alistamento das forças armadas baseado em indivíduos provenientes das camadas sociais marginalizadas em favor de uma força militar verdadeiramente profissional formada por elementos de toda a sociedade. O terceiro e mais importante caso era a pregação de uma monarquia amparada numa legislação social que possibilitasse melhores condições de vida para os operários brasileiros. Em carta expôs seus pensamentos:
"Quanto a nós, monarquistas, devemos convencer o operário da verdade de que, no caso de uma restauração, a sua situação só poderia melhorar."
Luís defendia ideias muito a frente de seu tempo e a necessidade de garantir condições dignas de subsistência para os trabalhadores brasileiros seria observada somente trinta anos depois na ditadura de Getúlio Vargas. No início do século XX, tanto o governo quanto os políticos brasileiros sequer admitiam a possibilidade de existência de direitos básicos como férias, greve, horas máximas semanais de trabalho, entre outros. A visão progressista de Luís o fazia ser acusado de "radical" e "socialista" quando na realidade seu intento era justamente impedir a adesão do operariado ao socialismo, comunismo ou mesmo ao anarquismo.

## A Primeira Guerra Mundial e últimos anos
Em agosto de 1914 se iniciou a Primeira Guerra Mundial, que na época foi conhecida como "A Grande Guerra". Luís, que estava até então servindo no exército austríaco, procurou se alistar para combater ao lado dos aliados. O governo francês tinha indeferido seu pedido, pois todo o príncipe de sangue francês estava automaticamente excluído das forças armadas.
Luís então voltou-se para a Bélgica, pois era aparentado com o rei Alberto I, já que a rainha Luísa, avó deste, era filha de Luís Filipe I. O rei respondeu que a situação seria constrangedora diante de seus aliados, exclusivamente a França. Ele então dirigiu-se ao rei Jorge V do Reino Unido, cujo avó, a rainha Vitória, era prima irmã da Duquesa de Némours. Jorge aceitou engajá-lo como tenente, ao lado do 1 corpo britânico do general Douglas Haig.

Em 1915, combatendo nas trincheiras de Flandres e servindo como oficial de ligação, Luís passou a manifestar um tipo agressivo de reumatismo ósseo que o deixou debilitado e incapaz de andar. Foi retirado em estado grave das trincheiras e levado para segurança, a fim de poder recuperar-se da moléstia. A grave doença contraída nas trincheiras resistiu a todas as formas de tratamento e sua saúde foi piorando cada vez mais, até que a morte o levasse em 26 março de 1920.
Falleceu, inesperadamente, em Cannes, D. Luiz de Orléans e Bragança,- falleceu no exilio onde purgava o crime de ser neto de Pedro Segundo. Herdara as qualidades do avô, sua nobreza d'alma, seu coração, seu amor ás letras. Deixou na memoria de quantos o conheceram a marca indelevel que só consegue imprimir a creatura eleita da elevação moral; e na memoria de quantos o leram, a admiração por um talento de escola. Tentou, mas não conseguiu, pisar a terra da sua patria. O republicanismo ridiculo de Affonso Penna barrou-lhe o passo. Tentou, mas não conseguiu, penetrar na Academia de Letras. Essas duas mesquinharias, porém, só conseguiram amesquinhar o governo e a Academia. Um perdeu optima occasião de mostrar largueza de vistas; outra, a melhor opportunidade de homenagear o seu verdadeiro creador, Pedro Segundo. D. Luiz foi mantido no exilio porque não cabia cá. Não cabia da mesma fórma que não cabe aqui a Princesa Isabel, essa megera que assignou a lei aurea, nem o Conde d'Eu, esse máo homem que pos fim á Guerra do Paraguay. A República é coherente. Feita para uso e goso duma mediocracia rapinante, recebe de braços abertos os Caillaux e os Bolo-Pachá, mas não permite desembarque aos grandes expoentes da Honra, do Brio, da Intelligencia e da Grandeza d'alma. A presença delles envergonharia o nosso barrete phrygio...

## Academia Brasileira de Letras
Em 1915 apresentou-se candidato à cadeira 6 da Academia Brasileira de Letras, para suceder Artur Silveira de Motta. Teve como concorrente Goulart de Andrade , que acabou por ser eleito em 22 de maio de 1915.

## Legado
É desconhecido pelos brasileiros atualmente, mesmo assumindo a posição de herdeiro da mãe em 1908, envolvendo-se publicamente na campanha de restauração do trono no Brasil e tomando parte ativa nos movimentos monarquistas até a Primeira Guerra Mundial.
Suas ideias inovadoras, como a inclusão da questão social com maiores direitos à classe operária e melhor qualidade de vida para os brasileiros na agenda política, numa época em que era considerada "caso de polícia" pelos governantes da República Velha, lhe renderam o epíteto de "príncipe perfeito".

## Títulos, estilos e honras

### Títulos e estilos
- 26 de janeiro de 1878 – 9 de novembro de 1908: "Sua Alteza o Príncipe Dom Luís do Brasil" (1878-89, de facto, 1889-1908, de jure)
- 9 de novembro de 1908 – 26 de abril de 1909: "Sua Alteza Imperial o Príncipe Imperial do Brasil" (de jure)
- 26 de abril de 1909 – 26 de março de 1920: "Sua Alteza Imperial e Real o Príncipe Imperial do Brasil, Príncipe de Orléans e Bragança" (de jure)

### Honras
- Comendador-Mor da Imperial Ordem de Nosso Senhor Jesus Cristo;[25]
- Comendador-Mor da Imperial Ordem de São Bento de Avis;[25]
- Comendador-Mor da Imperial Ordem de Santiago da Espada;[25]
- Grã-Cruz da Imperial Ordem do Cruzeiro;[25][26]
- Grã-Cruz da Imperial Ordem de Pedro I;[25][26]
- Grã-Cruz e Grande-Dignitário-Mor da Imperial Ordem da Rosa;[25][26]
- Grã-Cruz da Real Ordem de Carlos III;[25]
- Cavaleiro da Ordem Nacional da Legião de Honra;[25]
- Medalha de Guerra Britânica;[25]
- Medalha da Vitória e Estrela de 1914-15;[25]
- Cruz de Guerra.[25]

## Descendência
De seu casamento com a princesa Maria Pia das Duas Sicílias, nasceram os seguintes filhos:
| Imagem | Nome           | Nascimento              | Morte                 | Notas                                                                         |
| ------ | -------------- | ----------------------- | --------------------- | ----------------------------------------------------------------------------- |
|        | Pedro Henrique | 13 de setembro de 1909  | 5 de julho de 1981    | Casou-se com a princesa Maria Isabel da Baviera, com descendência.            |
|        | Luís Gastão    | 19 de fevereiro de 1911 | 8 de agosto de 1931   | Não se casou, morreu aos 20 anos.                                             |
|        | Pia Maria      | 4 de março de 1913      | 24 de outubro de 2000 | Casou-se morganaticamente com o conde René Jean de Nicolay, com descendência. |

## Produção literária
- Sob o cruzeiro do sul, 1913[28]
- Dans les Alpes, 1901[29]
- Tour d’Afrique, 1902[30]
- À travers l’Indo-Kush, 1906[31]